# لوک دل لیدی فیر را می‌رباید
لوک دل لیدی فیر را می‌رباید (انگلیسی: Luke Wins Ye Ladye Faire) یک فیلم کمدی صامت کوتاه به کارگردانی هال روچ است که در سال ۱۹۱۷ منتشر شد.

## بازیگران
- هارولد لوید
- اسناب پالرد
- ببه دنیلز
- باد جیمیسون
- چارلز استیونسون
- سیدنی دی گری
- گاس لئونارد
- دوروثیا والبرت
- آلیس دونپورت
- جورج اف. ماریون
- استل هَریسون